# Coördinatentransformatie
Een coördinatentransformatie is het omrekenen van de coördinaten van een object in het ene coördinatenstelsel naar de coördinaten in een ander stelsel. Om verschillende redenen kan het nodig of handig zijn een object dat in een bepaald coördinatenstelsel gegeven is, te beschrijven in een ander stelsel. De overgang op een ander coördinatenstelsel kan een basistransformatie in een vectorruimte zijn en valt dan onder de lineaire algebra. Het kan ook de overgang tussen twee coördinatenstelsels zijn, bijvoorbeeld de overgang van rechthoekige cartesische coördinaten op bolcoördinaten. Dit laatste wordt in de geodesie vaak conversie van coördinaten genoemd, ter onderscheid met transformatie van coördinaten waarbij de parameters bepaald zijn uit metingen, dus meetruis bevatten. 
Bij een coördinatentransformatie verandert het object dus niet van positie, maar wordt het alleen maar in een ander stelsel beschreven. Een passieve rotatie, waarbij het assenstelsel wordt geroteerd, is een voorbeeld van een coördinatentransformatie.

## Landmeetkunde
In de landmeetkunde past men vooral passieve coördinatentransformaties toe die gelijkvormigheidstransformatie worden genoemd. Transformaties zoals de affiene transformatie en rubbersheeting komen in uitzonderlijke gevallen ook voor. Daarbij blijft de vorm van een object hetzelfde, alleen de schaal wordt mogelijk veranderd. Een dergelijke gelijkvormigheidstransformatie kan men opgebouwd denken uit drie speciale coördinatentransformaties: verschaling, verschuiving en  draaiing. De volgorde van deze drie bewerkingen heeft gevolgen voor de waarden van de parameters. Het is gebruikelijk eerst te schalen en te roteren en daarna pas te transleren.
VerschalingHierbij wordt de schaal aangepast, de oorsprong van beide systemen zijn gelijk en de richting van het object wordt niet veranderd. In de landmeetkunde kunnen kleine verschillen bestaan in de gemeten lengtes in het ene systeem ten opzichte van het andere. Een bepaalde afstand kan bijvoorbeeld in het ene systeem (A) 100 m bedragen en in het andere (B) 101 m blijken te zijn. De lengtes van systeem A worden in zo'n geval met 1,01 vermenigvuldigd om ze in overeenstemming met systeem B te brengen.
VerschuivingHierbij wordt het hele systeem over een vaste afstand verschoven. De oorsprongen van beide systemen zullen niet hetzelfde zijn. Zo werd vroeger vaak gemeten in een gemeentelijk stelsel waarbij de hoogste kerktoren als oorsprong, als nulpunt fungeerde. Om het in overeenstemming te brengen met een landelijk stelsel, moet het verschil tussen de beide nulpuntcoördinaten bij het gemeentelijke stelsel worden opgeteld.
DraaiingHierbij wordt het hele systeem om de oorsprong gedraaid. De richting van de beide stelsels zullen afwijken. Om de beide kaartnoordens van twee systemen met elkaar te laten samenvallen, moet een van de systemen over de hoek worden gedraaid tussen de beide kaartnoordens die, in tegenstelling tot wat in de wiskunde gebruikelijk is, met de klok mee wordt gemeten.
Tegenwoordig wordt bijna altijd direct in het landelijke stelsel gemeten, in Nederland in Rijksdriehoekscoördinaten, zodat voor kleine metingen geen transformatie hoeft te worden toegepast. Voor transformaties tussen nationale, regionale, zoals ETRS89, en internationale, zoals het ITRS, coördinatensystemen zijn vaak officieel vastgestelde transformaties beschikbaar.

## Wiskunde

### Algemeen
Een coördinatentransformatie is de basis voor integratie door substitutie.
Behalve het omrekenen van de coördinaten zelf is vaak ook van belang het omrekenen van kleine veranderingen van de coördinaten. Daartoe wordt in het geval van een niet-lineaire transformatie deze lokaal benaderd door een affiene, zodat het omrekenen van de veranderingen een lineaire transformatie is, gegeven door de jacobi-matrix. De determinant van de jacobi-matrix geeft de plaatselijke vergrotingsfactor van de afstand, waarbij een negatieve waarde aangeeft dat er ook spiegeling bij komt. Bij een coördinatentransformatie voor de berekening van een meervoudige integraal moet met die factor rekening worden gehouden.

### Basistransformatie
Als bij een coördinatentransformatie in een vectorruimte de oorsprong van de beide coördinatenstelsels dezelfde is, spreekt men in de lineaire algebra van een basistransformatie. De overgang van de ene op de andere basis wordt beschreven door een lineaire afbeelding die ook met coördinatentransformatie wordt aangeduid.